# Kolorit
Kolorit (italienska colorito, av latin color "färg") är en bilds, målnings eller ett konsthantverksobjekts färghållning eller färgverkan. Färgverkan var viktig för expressionismen, och i synnerhet för fauvismen.